# Rob Van Dam
Robert Szatkowski, meglio conosciuto come Rob Van Dam (Battle Creek, 18 dicembre 1970), è un wrestler statunitense, noto per i suoi trascorsi nella Extreme Championship Wrestling, nella WWE e nella Total Nonstop Action Wrestling/Impact Wrestling.
Van Dam è un lottatore che ha detenuto ventuno titoli in totale tra ECW, WWE e TNA, così come molti titoli regionali in varie federazioni durante la sua carriera. Nelle più importanti federazioni è un tre volte campione del mondo, essendo stato detentore del WWE Championship, dell'ECW World Heavyweight Championship e del TNA World Heavyweight Championship una volta ciascuno.
È l'unico wrestler ad essere un Triple Crown Champion sia della WWE che della ECW. Parte del Triple Crown Championship della federazione di Philadelphia è l'ECW Television Championship, di cui è stato il più lungo detentore (700 giorni). È stato inoltre l'ultimo detentore sia dell'European Championship che dell'Hardcore Championship, che ha unificato con l'Intercontinental Championship. In ECW è stato anche due volte ECW World Tag Team Champion con Sabu.
In WWE ha vinto il suo primo titolo nel 2001, l'Hardcore Championship, che conquisterà per quattro volte. È stato anche per sei volte Intercontinental Champion (è al terzo posto dopo The Miz e Chris Jericho per il maggior numero di regni, a pari merito con Dolph Ziggler e Jeff Jarrett), una volta European Champion, due volte WWE World Tag Team Champion (con Kane e Booker T) e una volta WWE Tag Team Champion (con Rey Mysterio). Ha inoltre vinto il Money in the Bank nel 2006 ed è stato l'unico wrestler di sempre a detenere contemporaneamente il WWE Championship e l'ECW World Heavyweight Championship. Nel 2021 è stato inserito nella WWE Hall of Fame
È noto anche come "The Franchise of ECW", essendone stato l'uomo di punta dalla fine degli anni novanta fino a che la federazione non è fallita. Nel 2002 è stato classificato al primo posto nella lista annuale dei migliori 500 wrestler annuali di Pro Wrestling Illustrated ed è l'unico wrestler della storia ad aver vinto il PWI Most Popular Wrestler of the Year Award come heel.

## Carriera

### Gli inizi (1990–1996)
Rob Szatkowski nasce il 18 dicembre 1970, cresce a Battle Creek, dove fin da giovane studia arti marziali nelle due palestre della città. È un ottimo sollevatore di pesi e kick-boxer, ma nel 1989 decide di provare col wrestling facendosi allenare da The Sheik, zio di Sabu. Nel 1990, dopo essere giunto secondo al Kalamazoo Tough Man contest, debutta come wrestler a Toledo, Ohio, con una vittoria su Dango Nguyen. Rob trascorre tutto il primo anno nel circuito delle indipendenti del Michigan, Indiana e Ohio col nome di Rob Zakowski, affrontando, ovunque vada, Sabu.
Rob Van Dam fece la sua prima apparizione in un ring di wrestling da adolescente, quando fu chiamato sul ring da Ted DiBiase che gli chiese di baciargli i piedi per ricevere in cambio 100$. Van Dam debuttò nel 1990 dopo esser stato allenato da The Sheik e nell'occasione lottò contro Dango Nguyen a Toledo, in Ohio. Il giovane Robert continuò a lottare in molte federazioni indipendenti del Michigan.
Il nome Rob Van Dam fu coniato nel 1991 da Ron Slinker, un promoter della Florida, per sfruttare il suo passato nelle arti marziali e la sua somiglianza con l'attore Jean-Claude Van Damme.
Nel 1992, Van Dam firmò per la World Championship Wrestling dove combatté con il nome di Robbie V, in quanto il nome Rob Van Dam non era gradito a Bill Watts, vice presidente esecutivo della WCW. Van Dam, però, non riuscì a trovarsi a proprio agio nella federazione di Atlanta, tant'è che presto decise di cambiare aria e tornò a lottare nelle federazioni indipendenti e in oriente, precisamente alla All Japan Pro Wrestling dove tentò di conquistare l'AJPW World Junior Heavyweight Championship in diverse occasioni.

### Extreme Championship Wrestling (1996–2001)
Nel gennaio del 1996, Van Dam decise di passare alla Extreme Championship Wrestling (ECW), la compagnia diretta da Paul Heyman, dove lottò col nome di Rob Van Dam sconfiggendo nel match di debutto Axl Rotten. RVD si mise in luce grazie ad una lunga e spettacolare faida contro Sabu, con cui successivamente formò un'alleanza e, insieme al manager Bill Alfonso, i due diedero vita ad una delle più forti coppie nella storia della ECW.
Al primo storico PPV della ECW, Rob Van Dam non avrebbe dovuto essere presente e quest'ultimo se la prese così tanto che minacciò di lasciare la compagnia per effettuare un ritorno alla WCW. Tuttavia, Chris Candido si infortunò ad un braccio (secondo la Storyline) e fu sostituito proprio da Van Dam il quale sconfisse il canadese Storm. Van Dam, però, ammise di non aver avviato alcun tipo di trattativa con la federazione di Ted Turner, bensì era andato nel Backstage WCW solo per salutare alcuni amici.
Il titolo più prestigioso vinto da RVD nella ECW fu il ECW World Television Championship; riuscì a vincerlo in una sola occasione, ma lo detenne per ben 23 mesi perdendolo solo per colpa di un infortunio alla caviglia, stabilendo un record mai superato. Rob Van Dam lasciò la ECW solo nel 2001, quando la federazione fu costretta a chiudere per bancarotta.

### World Wrestling Federation/Entertainment (2001-2009)

#### L'Invasion e regni titolati (2001–2002)
Dopo che la World Wrestling Federation aveva acquisito le quote dell'ormai fallita Extreme Championship Wrestling nel mese di aprile, Van Dam firmò un contratto proprio con la federazione di Vince McMahon e debuttò nella puntata di Raw del 9 luglio 2001 come membro dell'Alliance nella storyline dell'invasion, attaccando appunto gli atleti della WWF. Dieci giorni dopo, durante l'episodio di SmackDown del 19 luglio, lottò il suo primo incontro ufficiale nella compagnia, sconfiggendo, in coppia con Billy Gunn, Jeff Hardy e X-Pac in un tag team match. Il 22 luglio, esordì anche in pay-per-view, a InVasion, dove batté Jeff Hardy in un hardcore match per conquistare l'Hardcore Championship, suo primo titolo nell'attuale WWE. Difese poi con successo la cintura contro Matt Hardy, Tajiri, Kane e Edge, prima di perderla a favore dello stesso Jeff Hardy nel corso della puntata di Raw del 13 agosto, venendo schienato da questi in un triple threat match che comprendeva anche Kurt Angle e terminando il suo regno dopo 22 giorni. Il 19 agosto, a SummerSlam, Van Dam prevalse tuttavia su Hardy in un ladder match e tornò così in possesso del titolo hardcore, mantenendolo anche nella rivincita, avvenuta durante l'episodio di SmackDown del 23 agosto. Nella puntata di Raw del 10 settembre, perse inizialmente la cintura a favore di Kurt Angle, ma, poco dopo, la riconquistò per la terza volta grazie all'aiuto del WWF Champion "Stone Cold" Steve Austin. Dopo aver difeso con successo il titolo contro Chris Jericho sia ad Unforgiven, sia nella puntata di SmackDown del 27 settembre, Van Dam affrontò due volte The Rock per il WCW Championship, ma venne sconfitto in entrambe le occasioni. Il 21 ottobre, a No Mercy, partecipò ad un triple threat match valevole per il WWF Championship che comprendeva anche "Stone Cold" Steve Austin e il campione Kurt Angle, però l'incontro fu vinto da Austin. Nei successivi episodi settimanali, Van Dam mantenne la cintura hardcore dai rispettivi assalti di Big Show, The Rock, The Undertaker e Edge, con quest'ultimo che, d'altro canto, lo sconfisse in un incontro valevole per l'Intercontinental Championship. Il 18 novembre, alle Survivor Series, partecipò ad un winner takes all 5-on-5 traditional survivor series elimination match come parte del Team Alliance contro il Team WWF, ma, dopo essere stato eliminato da Chris Jericho, la sua squadra venne battuta, causandone lo scioglimento e la conseguente fine della lunga faida tra le due fazioni. Nonostante tale sconfitta, Van Dam crebbe comunque di popolarità e diventò sempre più beniamino del pubblico, difendendo poi con successo il titolo hardcore contro D-Von Dudley, Bubba Ray Dudley, Christian e Matt Hardy, prima di perderlo il successivo 9 dicembre, a Vengeance, per mano di The Undertaker dopo 90 giorni di regno. Nella puntata di Raw del 17 dicembre Van Dam affrontò Chris Jericho per il WWF Undisputed Championship, in un match arbitrato da Ric Flair, ma vinse solamente per squalifica (e senza quindi conquistare il titolo) a causa dell'intervento di Vince McMahon.
Il 20 gennaio 2002, alla Royal Rumble, Van Dam partecipò all'omonimo match entrando col numero 29 ma fu eliminato da Booker T. Nella puntata di SmackDown del 24 gennaio Van Dam sconfisse l'Intercontinental Champion William Regal in un match non titolato. Nella puntata di Raw del 28 gennaio Van Dam affrontò William Regal per l'Intercontinental Championship ma lo sconfisse solamente per squalifica (e senza quindi conquistare il titolo). Nella puntata di Raw del 4 febbraio Van Dam sconfisse Bubba Ray Dudley. Nella puntata di Raw dell'11 febbraio Van Dam sconfisse Christian. Il 17 febbraio, a No Way Out, Van Dam sconfisse Goldust. Nella puntata di Raw del 25 febbraio Van Dam vinse un Triple Threat match che comprendeva anche Big Show e Lance Storm, diventando così lo sfidante all'Intercontinental Championship di William Regal. Nella puntata di Raw del 4 marzo Van Dam sconfisse Lance Storm. Nella puntata di SmackDown del 7 marzo Van Dam affrontò Goldust per l'Hardcore Championship ma l'incontro terminò in no-contest (e senza quindi il cambio di titolo) a causa dell'intervento di William Regal. Nella puntata di SmackDown del 14 marzo Van Dam fu sconfitto da Kurt Angle. Il 17 marzo, a WrestleMania X8, Van Dam sconfisse Willam Regal conquistando così l'Intercontinental Championship per la prima volta. Nella puntata di Raw del 18 marzo Van Dam difese con successo il titolo contro Christian. Nella puntata di Raw del 25 marzo, per effetto della prima Brand Extension, Van Dam fu selezionato da Ric Flair per apparire esclusivamente nel roster di Raw, portando quindi con sé l'Intercontinental Championship, che difese poi con successo contro Kurt Angle, sconfiggendolo per squalifica. Nella puntata di SmackDown del 28 marzo Van Dam apparì per un'ultima volta nello show blu, difendendo con successo il titolo contro Test. Nella puntata di Raw del 1º aprile Van Dam difese con successo il titolo contro Booker T. Nella puntata di Raw dell'8 aprile Van Dam affrontò The Undertaker per determinare uno dei due wrestler che si sarebbero poi affrontati in singolo per la nomina di sfidante al WWF Undisputed Championship ma fu sconfitto. Il 21 aprile, a Backlash, Van Dam perse il titolo contro Eddie Guerrero dopo 35 giorni di regno. Nella puntata di Raw del 22 aprile Van Dam sconfisse Mr. Perfect. Nella puntata di Raw del 29 aprile Van Dam sconfisse Booker T. Il 4 maggio, a Insurrextion, Van Dam affrontò Eddie Guerrero per l'Intercontinental Championship ma lo sconfisse solamente per squalifica (e senza quindi conquistare il titolo). Il 19 maggio, a Judgment Day, Van Dam affrontò Eddie Guerrero per l'Intercontinental Championship ma fu nuovamente sconfitto in maniera irregolare. Nella puntata di Raw del 20 maggio Van Dam affrontò The Undertaker per il WWE Undisputed Championship ma fu sconfitto. Nella puntata di Raw del 27 maggio Van Dam sconfisse Eddie Guerrero in un Ladder match, conquistando così l'Intercontinental Championship per la seconda volta. Nella puntata di Raw del 10 giugno Van Dam sconfisse Eddie Guerrero negli ottavi di finale del torneo King of the Ring. Nella puntata di Raw del 17 giugno Van Dam sconfisse X-Pac nei quarti di finale del torneo King of the Ring. Il 23 giugno, a King of the Ring, Van Dam sconfisse Chris Jericho nelle semifinali del torneo King of the Ring; tuttavia, poco dopo, Van Dam fu sconfitto da Brock Lesnar in finale. Nella puntata di Raw del 24 giugno Van Dam difese con successo il titolo contro Brock Lesnar, sconfiggendolo per squalifica. Nella puntata di Raw del 1º luglio Van Dam sconfisse William Regal. Il 21 luglio, a Vengeance, Van Dam difese con successo il titolo contro Brock Lesnar, sconfiggendolo nuovamente per squalifica. Nella puntata di Raw del 22 luglio Van Dam sconfisse Jeff Hardy in un Ladder match, unificando così il suo titolo con l'European Championship di Hardy. Nella puntata di Raw del 29 luglio Van Dam perse il titolo contro Chris Benoit, il quale passò poi al roster di SmackDown, dopo 63 giorni di regno. Nella puntata di Raw del 5 agosto Van Dam sconfisse Chris Jericho. Nella puntata di Raw del 12 agosto Van Dam sconfisse Jeff Hardy per diventare lo sfidante all'Intercontinental Championship di Chris Benoit. Nella puntata di Raw del 19 agosto Van Dam fu sconfitto da Big Show per squalifica. Il 25 agosto, a SummerSlam, Van Dam sconfisse Chris Benoit conquistando così l'Intercontinental Championship per la terza volta, riportando il titolo nel roster di Raw. Nella puntata di Raw del 26 agosto Van Dam sconfisse Tommy Dreamer in un Hardcore match, unificando così il suo titolo con l'Hardcore Championship di Dreamer. Nella puntata di Raw del 9 settembre Van Dam vinse un Fatal 4-Way Elimination match che comprendeva anche Big Show, Chris Jericho e Jeff Hardy per diventare lo sfidante al World Heavyweight Championship di Triple H. Nella puntata di Raw del 16 settembre Van Dam perse il titolo contro Chris Jericho dopo 22 giorni di regno a causa dell'intervento di Triple H.
Il 22 settembre, ad Unforgiven, Van Dam affrontò quindi Triple H per il World Heavyweight Championship ma fu sconfitto a causa dell'intervento di Ric Flair. Nella puntata speciale Raw Roulette del 7 ottobre Van Dam e Jeff Hardy parteciparono ad un Tables, Ladders and Chairs match per il World Tag Team Championship che comprendeva anche il campione Kane (senza partner per via dell'infortunio di The Hurricane), Bubba Ray Dudley e Spike Dudley e Chris Jericho e Christian ma l'incontro fu vinto dal solo Kane. Nella puntata di Raw del 14 ottobre Van Dam affrontò Triple H in un Lumberjack match per il World Heavyweight Championship ma fu nuovamente sconfitto. Il 20 ottobre, a No Mercy, Van Dam sconfisse Ric Flair. Nella puntata di Raw del 4 novembre Van Dam sconfisse Christian. Nella puntata di Raw dell'11 novembre Van Dam e Kane affrontarono Chris Jericho e Christian per il World Tag Team Championship ma li sconfissero solamente per squalifica (e senza quindi conquistare i titoli). Il 17 novembre, a Survivor Series, Van Dam partecipò al primo Elimination Chamber match per il World Heavyweight Championship che comprendeva anche il campione Triple H, Booker T, Chris Jericho, Kane e Shawn Michaels ma fu eliminato per primo da Booker T, mentre Michaels si aggiudicò l'incontro e il titolo. Nella puntata di Raw del 18 novembre Van Dam vinse un Triple Threat match che comprendeva anche Booker T e Chris Jericho, diventando così lo sfidante al World Heavyweight Championship di Shawn Michaels. Nella puntata di Raw del 25 novembre Van Dam affrontò Shawn Michaels per il World Heavyweight Championship ma lo sconfisse solamente per squalifica (e senza quindi conquistare il titolo) a causa dell'intervento di Ric Flair e Triple H. Nella puntata di Raw del 2 dicembre Van Dam affrontò Triple H per determinare il lo sfidante al World Heavyweight Championship ma fu sconfitto. Nella puntata di Raw del 9 dicembre Van Dam fu sconfitto da Batista a causa dell'intervento di Ric Flair.

#### Tag team e faida con Kane (2002–2003)
Nella puntata di Raw del 16 dicembre 2002 strinse un'alleanza con Kane e i due, poco dopo, sconfissero Batista e i 3-Minute Warning in un 3-on-2 Handicap match. Nella puntata di Raw del 23 dicembre Van Dam e Kane sconfissero i 3-Minute Warning. Nella puntata di Raw del 6 gennaio 2003 Van Dam e Kane sconfissero Chris Jericho e Christian. Nella puntata di Raw del 13 gennaio Van Dam partecipò ad un Battle Royal match che comprendeva anche Batista, Kane e Chris Jericho ma l'incontro fu vinto da quest'ultimo. Il 19 gennaio, alla Royal Rumble, Van Dam prese parte all'omonimo match entrando col numero 12 ma fu eliminato da Kane, suo compagno di tag team. Nella puntata di Raw del 20 gennaio Van Dam sconfisse Jeff Hardy. Nella puntata di Raw del 27 gennaio Van Dam e Kane furono sconfitti da Batista e Triple H. Nella puntata di Raw del 3 febbraio Van Dam sconfisse Kane per squalifica. Nella puntata di Raw del 17 febbraio Van Dam sconfisse Lance Storm. Il 23 febbraio, a No Way Out, Van Dam e Kane affrontarono Lance Storm e William Regal per il World Tag Team Championship ma furono sconfitti. Nella puntata di Raw del 24 febbraio Van Dam partecipò ad un Battle Royal match per determinare lo sfidante al World Heavyweight Championship di Triple H ma l'incontro fu vinto da Booker T. Nella puntata di Raw del 3 marzo Van Dam e Kane sconfissero Al Snow e Tommy Dreamer in un Hardcore match. Nella puntata di Raw del 10 marzo Van Dam e Kane furono sconfitti da Chris Jericho e Christian. Nella puntata di Raw del 17 marzo Van Dam e Kane sconfissero Chief Morley e Lance Storm. Nella puntata di Raw del 24 marzo Van Dam e Kane sconfissero i Dudley Boyz, diventando così gli sfidanti al World Tag Team Championship.
Nella puntata di Raw del 31 marzo 2003 Van Dam e Kane vinsero un Triple Threat Tag Team Elimination match che comprendeva anche i Dudley Boyz e i campioni Chief Morley e Lance Storm, conquistando così il World Tag Team Championship per la prima volta. Nella puntata di Raw del 7 aprile Van Dam fu sconfitto da Chief Morley. Nella puntata di Raw del 14 aprile Van Dam e Kane difesero con successo i titoli contro Chief Morley e Lance Storm. Il 27 aprile, a Backlash, Van Dam e Kane difesero con successo i titoli contro i Dudley Boyz. Nella puntata di Raw del 28 aprile Van Dam e Kane difesero con successo i titoli contro Ric Flair e il World Heavyweight Champion Triple H. Nella puntata di Raw del 5 maggio Van Dam e Kane difesero con successo i titoli contro Scott Steiner e Test. Nella puntata di Raw del 12 maggio Van Dam e Kane difesero con i successo i titoli contro i Legion of Doom. Il 18 maggio, a Judgment Day, Van Dam partecipò ad un Battle Royal match per la riassegnazione dell'Intercontinental Championship ma fu eliminato da Chris Jericho, mentre Christian si aggiudicò l'incontro e il titolo. Nella puntata di Raw del 19 maggio Van Dam e Kane difesero con successo i titoli contro Chris Jericho e l'Intercontinental Champion Christian, sconfiggendoli per squalifica. Nella puntata di Raw del 26 maggio Van Dam fu sconfitto da Sylvain Grenier in un Flag match. Il 7 giugno, a Insurrextion, Van Dam e Kane difesero con successo i titoli contro La Résistance. Nella puntata di Raw del 9 giugno Van Dam sconfisse René Duprée. Il 15 giugno, a Bad Blood, Van Dam e Kane persero i titoli di coppia contro La Résistance dopo 76 giorni di regno. Nella puntata di Raw del 16 giugno Van Dam e Kane affrontarono La Résistance nel rematch per il World Tag Team Championship ma furono sconfitti per squalifica.
Nella puntata di Raw del 23 giugno Van Dam fu brutalmente attaccato da Kane, il quale effettuò un turn heel, con una Chokeslam dopo che questi era stato costretto a togliersi la maschera in seguito ad una sconfitta contro il World Heavyweight Champion Triple H. Nella puntata di Raw del 30 giugno Van Dam affrontò Triple H in un Falls Count Anywhere match per il World Heavyweight Championship ma fu sconfitto a causa dell'intervento di Kane. Nella puntata di Raw del 21 luglio il match tra Van Dam e Kane terminò in no-contest per via della brutalità di quest'ultimo. Nella puntata di Raw del 4 agosto Van Dam sconfisse Chris Jericho. Nella puntata di Raw del 18 agosto Van Dam affrontò Christian per l'Intercontinental Championship ma l'incontro terminò in no-contest (e senza quindi il cambio di titolo) a causa dell'intervento di Kane. Il 24 agosto, a SummerSlam, Van Dam fu sconfitto da Kane in un No Holds Barred match. Nella puntata di Raw dell'8 settembre Van Dam fu sconfitto da Kane in uno Steel Cage match.

#### Regni titolati (2003–2005)
Nel puntata di Raw del 15 settembre 2003 Van Dam affrontò Chris Jericho per determinare lo sfidante all'Intercontinental Championship di Christian ma l'incontro terminò in doppia squalifica (e senza quindi un vincitore) a causa dell'intervento di Christian stesso. Il 21 settembre, ad Unforgiven, Van Dam partecipò ad un Triple Threat match per l'Intercontinental Championship che comprendeva anche Chris Jericho e il campione Christian ma l'incontro fu vinto da quest'ultimo. Nella puntata di Raw del 22 settembre Van Dam affrontò Christian per l'Intercontinental Championship ma lo sconfisse solamente per squalifica (e senza quindi conquistare il titolo). Nella puntata di Raw del 29 settembre Van Dam sconfisse Christian in un Ladder match, conquistando così l'Intercontinental Championship per la quarta volta. Nella puntata di Raw del 13 ottobre Van Dam difese con successo il titolo contro Scott Steiner, sconfiggendolo per squalifica. Nella puntata di Raw del 27 ottobre Van Dam perse il titolo contro Chris Jericho dopo 28 giorni di regno a causa dell'intervento del General Manager Eric Bischoff; tuttavia, poco dopo, Van Dam riconquistò il titolo per la quinta volta, sconfiggendo Jericho in uno Steel Cage match per volere del General Manager Steve Austin. Nella puntata di Raw del 10 novembre Van Dam difese con successo il titolo contro Christian. Il 16 novembre, a Survivor Series, Van Dam partecipò ad un 5-on-5 Traditional Survivor Series Elimination match come parte del Team Austin contro il Team Bischoff ma fu eliminato da Randy Orton, il quale si aggiudicò poi l'incontro per il Team Bischoff. Nella puntata di Raw del 17 novembre Van Dam difese con successo il titolo contro Ric Flair, sconfiggendolo per squalifica. Nella puntata di Raw del 24 novembre Van Dam fu sconfitto da Scott Steiner e Test in un 2-on-1 Handicap Singapore Cane match. Nella puntata di Raw del 1º dicembre Van Dam, il World Heavyweight Champion Goldberg e Shawn Michaels sconfissero Batista, Kane e Randy Orton. Nella puntata di Raw dell'8 dicembre Van Dam fu sconfitto da Batista in un match non titolato. Il 14 dicembre, ad Armageddon, Van Dam perse il titolo contro Randy Orton dopo 48 giorni di regno a causa dell'intervento di Ric Flair. Nella puntata di Raw del 29 dicembre Van Dam sconfisse Scott Steiner.
Nella puntata di Raw del 5 gennaio 2004 Van Dam sconfisse Mark Henry, diventando lo sfidante all'Intercontinental Championship di Randy Orton. Nella puntata di Raw del 12 gennaio Van Dam affrontò Randy Orton per l'Intercontinental Championship ma fu sconfitto. Nella puntata di Raw del 19 gennaio Van Dam formò un tag team con Booker T, sconfiggendo Christian e Matt Hardy; poco dopo, Van Dam partecipò ad un Battle Royal match per determinare l'ultimo entrante nell'annuale Royal Rumble match ma l'incontro fu vinto da Goldberg. Il 25 gennaio, alla Royal Rumble, Van Dam prese parte all'omonimo match entrando col numero 29 ma fu eliminato dallo United States Champion Big Show. Nella puntata di Raw del 9 febbraio Van Dam partecipò ad un Triple Threat match per l'Intercontinental Championship che comprendeva anche Booker T e il campione Randy Orton ma l'incontro fu vinto da quest'ultimo. Nella puntata di Raw del 16 febbraio Van Dam e Booker T sconfissero  Batista e Ric Flair, conquistando così il World Tag Team Championship per la prima volta (per Van Dam si trattò del secondo regno come campione individuale). Nella puntata di Raw del 23 febbraio Van Dam e Booker T difesero con successo i titoli contro La Résistance (René Duprée e Rob Conway). Nella puntata di Raw del 1º marzo Van Dam e Booker T difesero con successo i titoli contro Matt Hardy e Test. Il 14 marzo, a WrestleMania XX, Van Dam e Booker T difesero con successo i titoli in un Fatal 4-Way Tag Team match che comprendeva anche i Dudley Boyz,  Garrison Cade e Mark Jindrak e La Résistance (René Duprée e Rob Conway). Nella puntata di Raw del 15 marzo Van Dam e Booker T difesero con successo i titoli contro i Dudley Boyz. Nella puntata di Raw del 22 marzo Van Dam e Booker T persero i titoli di coppia contro l'Evolution (Batista e Ric Flair) dopo 35 giorni di regno.
Il 22 marzo, per effetto del Draft, Van Dam passò al roster di SmackDown, terminando quindi la sua alleanza con Booker T. Nella puntata di SmackDown del 25 marzo Van Dam fece il suo debutto nello show blu, sconfiggendo Charlie Haas. Nella puntata di SmackDown del 1º aprile Van Dam fu sconfitto da Charlie Haas in maniera controversa. Nella puntata di SmackDown del 15 aprile Van Dam sconfisse Booker T (passato anch'egli al roster di SmackDown) per squalifica a causa del turn heel di quest'ultimo. Nella puntata di SmackDown del 22 aprile Van Dam fu pesantemente sconfitto da Booker T. Nella puntata di SmackDown del 13 maggio Van Dam fu sconfitto da D-Von Dudley a causa dell'intervento di Bubba Ray Dudley. Il 16 maggio, a Judgment Day, Van Dam e Rey Mysterio sconfissero i Dudley Boyz (Bubba Ray Dudley e D-Von Dudley). Nella puntata di SmackDown del 10 giugno Van Dam affrontò lo United States Champion John Cena in un 5-Minute Challenge ma l'incontro terminò in pareggio per scadenza del tempo limite. Nella puntata di SmackDown del 24 giugno Van Dam fu sconfitto da René Duprée. Il 27 giugno, a The Great American Bash, Van Dam partecipò ad un Fatal 4-Way Elimination match per lo United States Championship che comprendeva anche Booker T, René Duprée e il campione John Cena ma l'incontro fu vinto da quest'ultimo. Nella puntata di SmackDown del 1º luglio Van Dam partecipò ad un Triple Threat match che comprendeva anche Booker T e René Duprée per determinare lo sfidante allo United States Championship di John Cena ma l'incontro fu vinto da Booker T. Nella puntata di SmackDown dell'8 luglio Van Dam sconfisse Mark Jindrak. Nella puntata di SmackDown del 29 luglio Van Dam partecipò ad un 8-Way Elimination match per il vacante United States Championship che comprendeva anche Booker T, Billy Gunn, Charlie Haas, John Cena, Kenzo Suzuki, René Duprée e Luther Reigns ma fu eliminato per ultimo da Booker T, il quale vinse l'incontro e il titolo. Nella puntata di SmackDown del 5 agosto Van Dam affrontò John Cena per determinare il lo sfidante allo United States Championship di Booker T ma fu sconfitto. Nella puntata di SmackDown del 19 agosto Van Dam sconfisse René Duprée. Nella puntata di SmackDown del 26 agosto Van Dam sconfisse Kenzo Suzuki.
Nella puntata di SmackDown del 16 settembre Van Dam formò un tag team con Rey Mysterio, sconfiggendo i Dudley Boyz. Il 3 ottobre, a No Mercy, Van Dam e Rey Mysterio affrontarono Kenzo Suzuki e René Duprée per il WWE Tag Team Championship ma furono sconfitti. Nella puntata di SmackDown del 14 ottobre Van Dam sconfisse René Duprée; poco dopo, Van Dam partecipò ad un Battle Royal match per determinare lo sfidante allo United States Championship di Carlito ma l'incontro fu vinto da Rey Mysterio. Nella puntata di SmackDown del 4 novembre Van Dam e Rey Mysterio sconfissero Mark Jindrak e Luther Reigns. Il 14 novembre, a Survivor Series, Van Dam partecipò ad un 4-on-4 Traditional Survivor Series Elimination match come parte del Team Guerrero contro il Team Angle ma fu eliminato da Kurt Angle; ciononostante il suo team vinse comunque l'incontro. Nella puntata di SmackDown del 18 novembre Van Dam e Rey Mysterio sconfissero i WWE Tag Team Champions René Duprée e Kenzo Suzuki in un match non titolato. Nella puntata di SmackDown del 25 novembre Van Dam sconfisse Kenzo Suzuki per squalifica. Nella puntata di SmackDown del 9 dicembre Van Dam e Rey Mysterio sconfissero René Duprée e Kenzo Suzuki, conquistando così il WWE Tag Team Championship per la prima volta. Il 12 dicembre, ad Armageddon, Van Dam e Rey Mysterio difesero con successo i titoli contro René Duprée e Kenzo Suzuki. Nella puntata di SmackDown del 16 dicembre Van Dam e Rey Mysterio sconfissero Akio e Billy Kidman. Nella puntata di SmackDown del 30 dicembre Van Dam e Rey Mysterio difesero con successo i titoli contro Booker T e Eddie Guerrero. Nella puntata di SmackDown del 6 gennaio 2005 Van Dam fu sconfitto da Doug Basham. Nella puntata di SmackDown del 13 gennaio Van Dam e Rey Mysterio persero i titoli di coppia contro i Basham Brothers (Doug Basham e Danny Basham) in un Four Corners Elimination match che comprendeva anche Booker T e Eddie Guerrero e Mark Jindrak e Luther Reigns dopo 35 giorni di regno.
Il 27 gennaio 2005, dopo essersi infortunato gravemente ad un ginocchio, Van Dam fu costretto ad operarsi per riparare una rottura del legamento crociato anteriore e del menisco, dovendosi quindi assentare per tutto il resto dell'anno. Il 12 giugno, a ECW One Night Stand, Van Dam apparì a sorpresa per effettuare un promo in compagnia del suo storico manager, Bill Alfonso, contro gli invasori provenienti dai roster di Raw e SmackDown e, nonostante il tutore alla gamba, eseguì la Van Terminator su Rhyno. Il 27 giugno, per effetto del Draft, Van Dam ritornò nel roster di Raw.

#### WWE Champion e ECW World Heavyweight Champion (2006–2007)

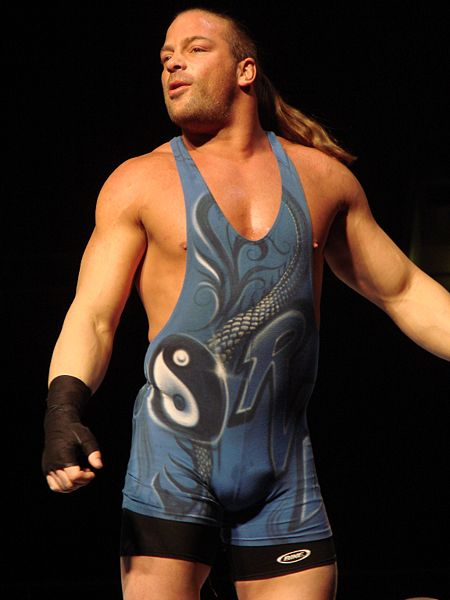
Rob Van Dam in uno show della nuova ECW

Van Dam ritornò nel ring il 29 gennaio 2006, alla Royal Rumble, prendendo parte all'omonimo match col numero 20 ma fu eliminato da Rey Mysterio dopo un'ottima prestazione. Nella puntata di Raw del 30 gennaio Van Dam sconfisse Snitsky. Nella puntata di Raw del 6 febbraio Van Dam sconfisse Carlito. Nella puntata di Raw del 13 febbraio Van Dam sconfisse Chris Masters. Nella puntata di Raw del 20 febbraio Van Dam partecipò ad un Triple Threat match che comprendeva anche Big Show e Triple H per determinare lo sfidante al WWE Championship di John Cena ma l'incontro fu vinto da Triple H. Nella puntata di Raw del 27 febbraio Van Dam sconfisse Trevor Murdoch, qualificandosi per il Money in the Bank Ladder match di WrestleMania 22. Nella puntata di Raw del 13 marzo Van Dam fu sconfitto dall'Intercontinental Champion Shelton Benjamin. Nella puntata di Raw del 20 marzo Van Dam partecipò ad un Triple Threat match per l'Intercontinental Championship che comprendeva anche Ric Flair e il campione Shelton Benjamin ma l'incontro fu vinto da quest'ultimo.
Il 2 aprile, a WrestleMania 22, Van Dam vinse il Money in the Bank Ladder match sconfiggendo Bobby Lashley, Finlay, Matt Hardy, Ric Flair e l'Intercontinental Champion Shelton Benjamin. Nella puntata di Raw del 10 aprile Van Dam sconfisse Rob Conway. Nella puntata di Raw del 17 aprile Van Dam fu sconfitto dalla Spirit Squad in un 5-on-1 Handicap match. Il 30 aprile, a Backlash, Van Dam sconfisse Shelton Benjamin in un Winner Takes All match con in palio sia il suo contratto del Money in the Bank che l'Intercontinental Championship di Benjamin, conquistando così il titolo per la sesta volta. Nella puntata di Raw dell'8 maggio Van Dam difese con successo il titolo in un Fatal 4-Way match che comprendeva anche Charlie Haas, Chris Masters e Shelton Benjamin. Nella puntata di Raw del 15 maggio Van Dam, in coppia con il WWE Champion John Cena, perse il titolo contro Shelton Benjamin, in coppia con Chris Masters e Triple H, in un 3-on-2 Handicap match dopo che Benjamin lo schienò, concludendo così il suo regno dopo 15 giorni. Nella puntata di Raw del 22 maggio Van Dam affrontò Shelton Benjamin nel rematch per l'Intercontinental Championship ma lo sconfisse solamente per squalifica (e senza quindi conquistare il titolo); poco dopo, Van Dam decise di incassare il contratto del Money in the Bank per il WWE Championship di John Cena a ECW One Night Stand. Nella puntata di Raw del 29 maggio, per effetto del Draft, Van Dam passò nel roster della rinata ECW, che divenne il terzo brand attivo nella WWE al pari di Raw e SmackDown con Paul Heyman nel ruolo di General Manager.
L'11 giugno, a ECW One Night Stand, Van Dam incassò quindi il contratto del Money in the Bank e sconfisse John Cena in un Extreme Rules match grazie all'aiuto di Edge, conquistando così il WWE Championship per la prima volta in carriera e rendendolo, al contempo, esclusivo del roster della ECW; con questa vittoria Van Dam diventò inoltre il 15° Triple Crown Champion e 7° Grand Slam Champion nella storia della WWE. Nella puntata di ECW del 13 giugno Van Dam ricevette l'ECW World Heavyweight Championship dal General Manager Paul Heyman a seguito della conquista del WWE Championship, diventando il primo (e unico) wrestler a detenere contemporaneamente entrambi i titoli. Il 25 giugno, a Vengeance, Van Dam difese con successo il WWE Championship contro Edge. Nella puntata di Raw del 26 giugno Van Dam apparì nello show per difendere il WWE Championship contro John Cena ma l'incontro terminò in no-contest (e senza quindi il cambio di titolo) a causa dell'intervento di Edge. Nella puntata di ECW del 27 giugno Van Dam sconfisse Kurt Angle. Nella puntata di Raw del 3 luglio Van Dam perse il WWE Championship contro Edge, il quale riportò il titolo nel roster rosso, in un Triple Threat match che comprendeva anche John Cena dopo 22 giorni di regno. Nella puntata di ECW del 4 luglio Van Dam perse anche l'ECW World Heavyweight Championship contro Big Show dopo 21 giorni di regno a causa del turn heel di Paul Heyman. Il 5 luglio, tramite il sito WWE.com, Van Dam fu sospeso per 30 giorni a causa di un arresto per possesso di droga (legit).
Scontata la sospensione, Szatkowski tornò a vestire i panni di Rob Van Dam nel corso della puntata di ECW dell'8 agosto, dove attaccò Sabu e Kurt Angle. Nella puntata di ECW del 15 agosto Van Dam affrontò Sabu in un Ladder match per determinare lo sfidante all'ECW World Championship ma fu sconfitto. Nella puntata di ECW del 22 agosto Van Dam sconfisse il jobber Danny Doring. Nella puntata di ECW del 29 agosto Van Dam fu sconfitto da Hardcore Holly per squalifica. Nella puntata di ECW del 5 settembre Van Dam e Sabu sconfissero Mike Knox e Test in un Extreme Rules match. Nella puntata di ECW del 12 settembre Van Dam sconfisse Hardcore Holly per squalifica. Nella puntata di ECW del 19 settembre Van Dam fu sconfitto dal World Heavyweight Champion King Booker. Nella puntata di ECW del 26 settembre Van Dam sconfisse Hardcore Holly in un Extreme Rules match. Nella puntata di ECW del 3 ottobre Van Dam fu sconfitto da Test in un Extreme Rules match. Nella puntata di Raw del 9 ottobre Van Dam apparì nello show rosso, venendo però sconfitto dal World Heavyweight Champion King Booker. Nella puntata di ECW del 17 ottobre Van Dam sconfisse l'ECW World Champion Big Show in un match non titolato. Nella puntata di ECW del 24 ottobre Van Dam sconfisse l'ECW World Champion Big Show in un Ladder match non titolato. Nella puntata di ECW del 21 novembre Van Dam sconfisse Hardcore Holly. Il 26 novembre, a Survivor Series, Van Dam partecipò ad un 5-on-5 Traditional Survivor Series Elimination match come parte del Team Cena contro il Team Big Show ma fu eliminato da Test; ciononostante il suo team vinse comunque l'incontro. Nella puntata di ECW del 28 novembre Van Dam sconfisse Sabu. Il 3 dicembre, a December to Dismember, Van Dam partecipò ad un Extreme Elimination Chamber match per l'ECW World Championship che comprendeva anche il campione Big Show, Bobby Lashley, CM Punk, Hardcore Holly e Test ma fu eliminato da quest'ultimo, mentre Lashley si aggiudicò l'incontro e il titolo. Nella puntata di ECW del 12 dicembre Van Dam fu sconfitto da Test. Nella puntata di ECW del 19 dicembre Van Dam partecipò ad un Triple Threat match che comprendeva anche Sabu e Test ma l'incontro fu vinto da quest'ultimo. Nella puntata di ECW del 2 gennaio 200] Van Dam affrontò Bobby Lashley per l'ECW World Championship ma l'incontro terminò in no-contest (e senza quindi il cambio di titolo) a causa dell'intervento di Test. Nella puntata di ECW del 9 gennaio Van Dam affrontò Bobby Lashley per l'ECW World Championship a l'incontro terminò nuovamente in no-contest a causa dell'intervento di Test. Nella puntata di ECW del 16 gennaio Van Dam partecipò ad un Triple Threat match per l'ECW World Championship che comprendeva anche il campione Bobby Lashley e Test ma l'incontro fu vinto da Lashley. Nella puntata di ECW del 23 gennaio Van Dam vinse un Battle Royal match dopo aver eliminato per ultimo Kevin Thorn.
Il 28 gennaio 2007, alla Royal Rumble, Van Dam prese parte all'omonimo match col numero 18 ma fu eliminato da The Great Khali. Nella puntata di ECW del 30 gennaio Van Dam fu sconfitto da Hardcore Holly. Nella puntata di ECW del 6 febbraio Van Dam fu sconfitto da Elijah Burke. Nella puntata di Raw del 19 febbraio Van Dam apparì nello show rosso, venendo però sconfitto da Edge. Nella puntata di ECW del 20 febbraio Van Dam sconfisse Kevin Thorn. Nella puntata di ECW del 6 marzo Van Dam sconfisse Elijah Burke. Nella puntata di ECW del 13 marzo gli ECW Originals (Van Dam, Sabu, Tommy Dreamer e The Sandman) sconfissero il New Breed (Elijah Burke, Kevin Thorn, Marcus Cor Von e Matt Striker) in un Tag Team Battle Royal match. Nella puntata di ECW del 27 marzo Van Dam sconfisse Elijah Burke. Il 1º aprile, a WrestleMania 23, gli ECW Originals sconfissero il New Breed. Nella puntata di Raw del 2 aprile Van Dam e Sabu apparirono nello show rosso, partecipando ad un Tag Team Battle Royal match per il World Tag Team Championship di John Cena e Shawn Michaels ma l'incontro e i titoli di coppia furono vinti dagli Hardy Boyz. Nella puntata di ECW del 3 aprile gli ECW Originals furono sconfitti dal New Breed in un Extreme Rules match. Nella puntata di ECW del 10 aprile Van Dam fu sconfitto da Marcus Cor Von. Nella puntata di ECW del 17 aprile Van Dam sconfisse Elijah Burke. Nella puntata di ECW del 24 aprile gli ECW Originals sconfissero il New Breed in un Tag Team Elimination match. Nella puntata di Raw del 30 aprile Van Dam apparì nello show rosso, venendo però pesantemente sconfitto da Umaga. Nella puntata di ECW del 1º maggio Van Dam vinse un Extreme Rules Fatal 4-Way match che comprendeva anche Sabu, Tommy Dreamer e The Sandman per diventare lo sfidante all'ECW World Championship di Vince McMahon. Nella puntata di ECW dell'8 maggio Van Dam affrontò Vince McMahon, Shane McMahon e Umaga in un 3-on-1 Handicap match per l'ECW World Championship di Vince ma fu sconfitto. Nella puntata di ECW del 15 maggio Van Dam sconfisse Snitsky per squalifica.
Nella puntata di Raw del 28 maggio Van Dam fu sconfitto da Randy Orton per decisione arbitrale poiché aveva subito una commozione cerebrale (kayfabe). Il 3 giugno, a One Night Stand, Van Dam sconfisse Randy Orton in uno Stretcher match; tuttavia, al termine dell'incontro, Van Dam fu brutalmente attaccato da Orton con un Punt Kick e un hangman ddt sul cemento, riportando così una nuova commozione cerebrale (kayfabe). Il 4 giugno, sul sito WWE.com, fu riportata la notizia secondo la quale Van Dam sarebbe stato costretto a passare un periodo indefinito lontano dal ring per curare la commozione cerebrale ed altri infortuni di lieve entità.

#### Apparizioni sporadiche (2007–2009)
Nella puntata di Raw del 10 dicembre 2007, in cui si celebrò il quindicesimo anniversario dello show, Van Dam effettuò il suo ritorno One Night Only in un ring WWE, sconfiggendo facilmente Santino Marella.
Il 25 gennaio 2009, alla Royal Rumble, Van Dam effettuò un altro ritorno One Night Only in WWE, partecipando all'omonimo match col numero 25 e venendo però eliminato da Chris Jericho.

### Total Nonstop Action Wrestling

#### TNA World Heavyweight Championship (2010)
L'8 marzo 2010, Van Dam ha fatto il suo debutto nella TNA sconfiggendo Sting in pochi secondi, dopo la sua vittoria Sting aggredisce RVD con una mazza da Baseball. RVD si vendicò la settimana successiva attaccando Sting durante la sua entrata.

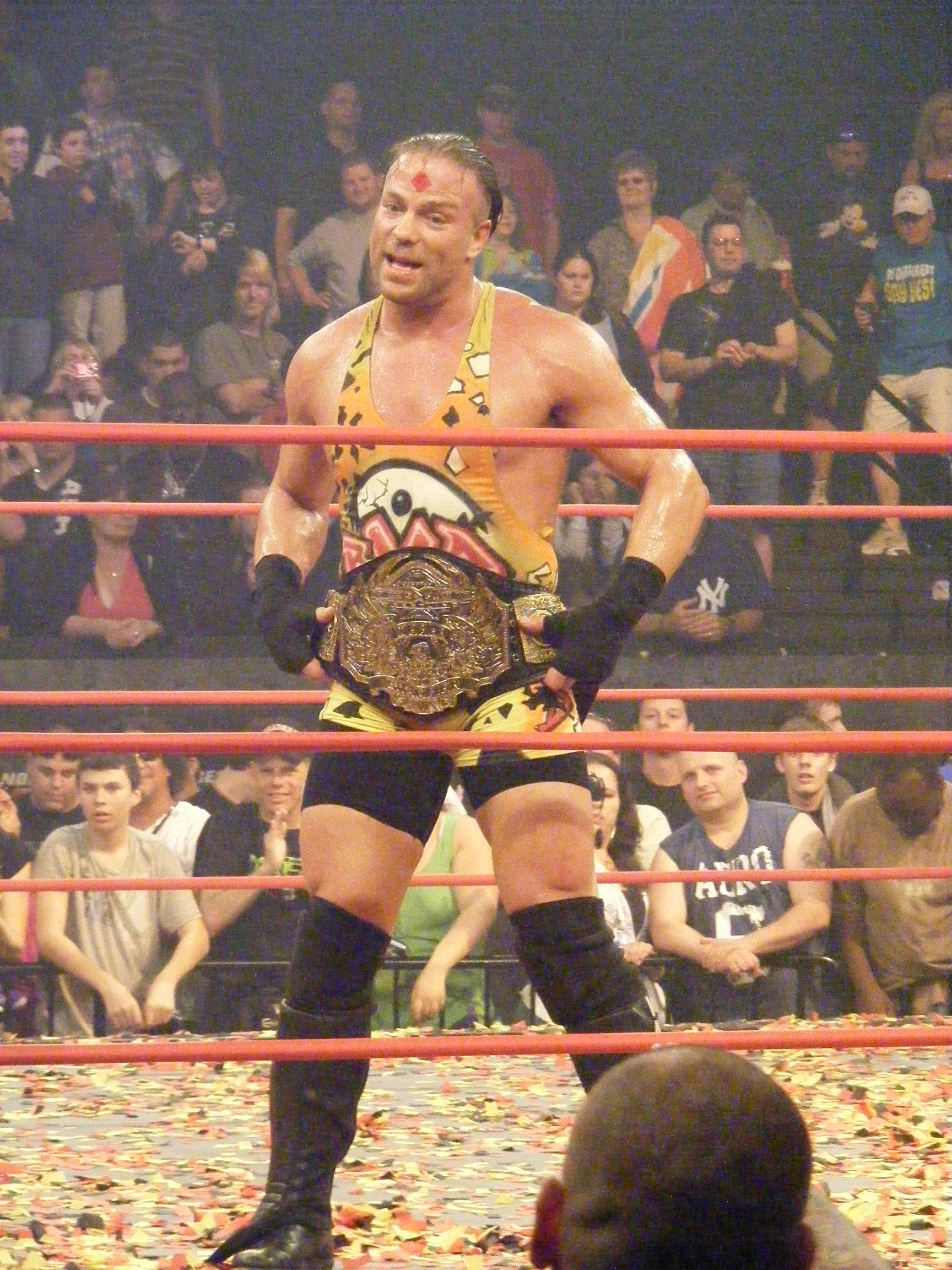
RVD come TNA World Heavyweight Champion

Il 22 marzo ad Impact RVD e Jeff Hardy sconfiggono i Beer Money Inc. (Robert Roode e James Storm). La settimana successiva i due in coppia con Eric Young sconfiggono la Stable The Band (Kevin Nash, Scott Hall e Syxx-Pac) in un six man tag team steel cage match. Il 5 aprile la coppia RVD/Hardy viene introdotta nel Team Hogan per l'incontro annuale di Lockdown cioè il Lethal Lockdown Match, dove dovranno affrontare il Team Flair. A Lockdown il Team Hogan, (Abyss, Jeff Jarrett e Jeff Hardy) sconfigge il Team Flair (Sting, Desmond Wolfe, Robert Roode e Storm).
La notte dopo il PPV RVD ha sconfitto Jeff Hardy in un match valido per determinare lo sfidante al titolo mondiale della TNA che si è svolto la sera stessa e dove RVD ha conquistato il titolo per la prima volta in carriera. Dopo la sua prima difesa televisiva contro Desmond Wolfe, AJ Styles annuncia di sfruttare la sua clausola di Re-match per l'evento Sacrifice.
A Sacrifice RVD sconfigge AJ Styles, il mese successivo al PPV Slammiversary VIII difende il titolo contro Sting, a Victory Road difende il titolo contro Abyss, Jeff Hardy e Mr. Anderson in un incontro a quattro. La settimana successiva RVD si allea con il Gruppo ECW (formato da Tommy Dreamer, Raven, Stevie Richards, Rhino, Brother Devon, Pat Kenney, Al Snow e Mick Foley) che lo hanno salvato durante il pestaggio di Abyss. La settimana successiva, la presidentessa della TNA Dixie Carter ha accettato di organizzare un event in PPV in ricordo della ECW chiamato Hardcore Justice. Nel corso del PPV che si è svolto l'8 agosto RVD ha sconfitto l'ex tag team partner Sabu in un match a regole estreme e senza il titolo in palio, in origine l'incontro previsto era contro Jerry Lynn, ma per un infortunio di quest'ultimo l'idea è stata scartata. La sera successiva RVD difende il titolo contro Abyss al termine dell'incontro scatta una rissa tra i lottatori TNA ed ECW, nel mentre nel backstage Abyss attacca RVD con la sua mazza chiamata Janice, nei giorni successivi si viene a sapere che RVD è rimasto infortunato e quindi è costretto a rendere vacante il suo TNA World Heavyweight Championship. A fine 2010 inizia un feud con gli Immortal.

#### Varie faide e X Division Championship (2011–2013)

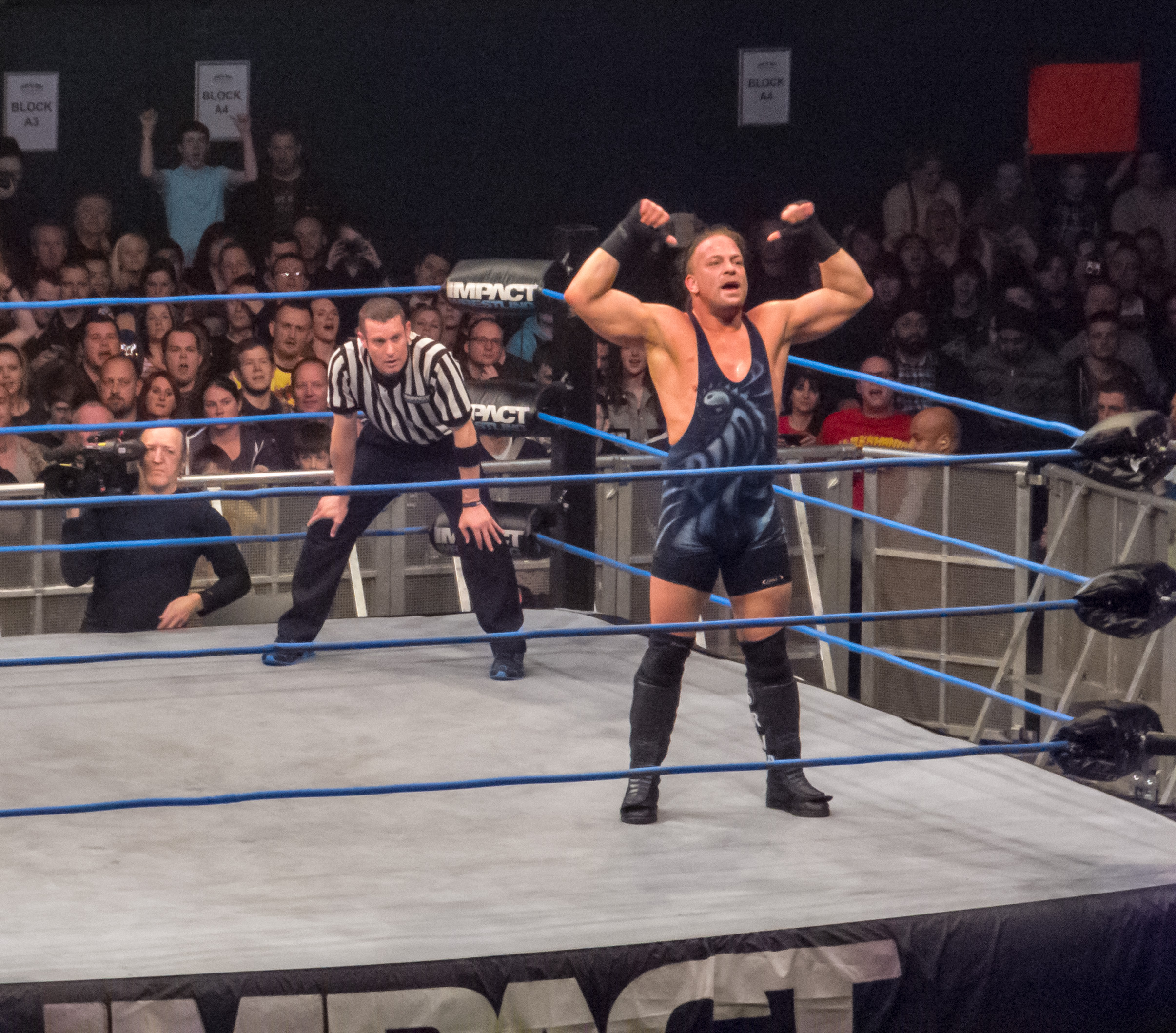
RVD a Impact nel 2013

A TNA Victory Road 2011 il suo match con Mr. Anderson per decretare lo sfidante al TNA World Title finisce in parità per un doppio count-out. A TNA Lockdown 2011 non riesce a vincere il TNA Title in un Triple Treat Match contro Mr. Anderson e il campione Sting. Neanche a TNA Sacrifice 2011 riesce a battere Sting in un match 1 vs 1.Ad Destination X sconfigge il suo rivale di sempre Jerry Lynn.Ad Hardcore Justice perde contro Crimson per il Bound Of Glory Series. RVD inizia una lunga serie di sconfitte per squalifica causate da Jerry Lynn, inizia quindi un feud con quest'ultimo.A Bound For Glory sconfigge Jerry Lynn in un Full Metal Mayhem. A Turning Point ha sconfitto Christopher Daniels.
In una puntata di Impact! affronta Robbie E per il Television Championship, ma perde. Il 5 gennaio viene sancito un match per Genesis, dove RVD affronterà Gunner.
A Genesis perde contro Gunner. Torna per Lockdown in cui il Team Jarrett (compreso anche RVD) batte il Team Bischoff in un Lethal Lockdown match. Nella Puntata di Impact! Del 19 aprile batte Jeff Hardy e Mr. Anderson diventando lo sfidante al TNA World Heavyweight Championship. Sul sito ufficiale della WWE viene inserito nella categoria Alumni insieme a Sting.
A Sacrifice perde contro Bobby Roode nelLadder match per il TNA World Heavyweight Championship.
Nella puntata di Impact del 7 giugno Hulk Hogan annuncia per Slammiversary un Triple Threat #1 Contenders match tra RVD, Anderson e Hardy e il vincitore affronterà uno tra Sting e Roode per il World Title nella puntata dello show successiva al PPV. A Bound for Glory sconfigge Zema Ion e conquista l'X Division Championship. Ora RVD è un free agent ed è stato presente alla cerimonia della WWE Hall of Fame 2013 e un giornalista quando gli ha chiesto se ci si deve aspettare un suo ritorno in WWE lui ha risposto: "C'è sempre una possibilità".

### Ritorno in WWE (2013–2014)
Il 16 giugno 2013, a Payback, è stato mandato in onda un video-promo che preannunciava il rientro di Van Dam in WWE a distanza di quattro anni. Il 14 luglio, a Money in the Bank, Van Dam ha compiuto il suo ritorno, partecipando al Money in the Bank Ladder match che comprendeva anche CM Punk, Christian, Daniel Bryan, Randy Orton e Sheamus per un contratto per il WWE Championship ma l'incontro è stato vinto da Orton. Nella puntata di Raw del 15 luglio Van Dam ha combattuto il suo primo match nello show rosso dopo sei anni, sconfiggendo Chris Jericho. Nella puntata di SmackDown del 19 luglio Van Dam ha anche combattuto il suo primo match nello show blu dopo otto anni, sconfiggendo Darren Young. Nella puntata di Raw del 22 luglio Van Dam ha sconfitto Wade Barrett. Nella puntata di SmackDown del 26 luglio Van Dam è stato sconfitto dal World Heavyweight Champion Alberto Del Rio. Nella puntata di Raw del 29 luglio Van Dam ha sconfitto Fandango. Nella puntata di SmackDown del 2 agosto Van Dam ha partecipato ad un Triple Threat match che comprendeva anche Christian e il Mr. Money in the Bank Randy Orton per determinare lo sfidante al World Heavyweight Championship di Alberto Del Rio ma l'incontro è stato vinto da Christian. Nella puntata di Raw del 5 agosto Van Dam ha sconfitto il World Heavyweight Champion Alberto Del Rio in un match non titolato. Nella puntata di SmackDown del 9 agosto Van Dam è stato sconfitto da Randy Orton. Nella puntata di Raw del 12 agosto Van Dam ha vinto un Battle Royal match dopo aver eliminato per ultimo Mark Henry, diventando così lo sfidante allo United States Championship di Dean Ambrose. Il 18 agosto, nel Kick-off di SummerSlam, Van Dam ha affrontato Dean Ambrose per lo United States Championship ma lo ha sconfitto solamente per squalifica (e senza quindi conquistare il titolo) a causa dell'intervento di Roman Reigns e Seth Rollins.
Nella puntata di Raw del 26 agosto Van Dam ha sconfitto il World Heavyweight Champion Alberto Del Rio in un match non titolato. Nella puntata di SmackDown del 30 agosto Van Dam ha sconfitto il Mr. Money in the Bank Damien Sandow. Nella puntata di Raw del 2 settembre Van Dam ha sconfitto nuovamente Damien Sandow. Nella puntata di SmackDown del 6 settembre Van Dam è stato sconfitto dal WWE Champion Randy Orton. Nella puntata di Raw del 9 settembre Van Dam ha sconfitto Ryback per squalifica. Il 15 settembre, a Night of Champions, Van Dam ha affrontato Alberto Del Rio per il World Heavyweight Championship ma lo ha sconfitto solamente per squalifica (e senza quindi conquistare il titolo). Nella puntata di Raw del 16 settembre Van Dam ha sconfitto Damien Sandow. Nella puntata di Raw del 23 settembre il match tra Van Dam e Randy Orton è terminato in doppio count-out. Nella puntata di SmackDown del 4 ottobre Van Dam ha sconfitto Fandango. Il 6 ottobre, a Battleground, Van Dam ha affrontato Alberto Del Rio in un Hardcore match per il World Heavyweight Championship ma è stato sconfitto. In seguito, durante la puntata di Raw del 7 ottobre, è stato annunciato che Van Dam aveva chiesto un periodo di pausa.
Van Dam ha fatto il suo ritorno in WWE nella puntata di Raw del 7 aprile 2014, sconfiggendo Damien Sandow. Nella puntata di SmackDown dell'11 aprile Van Dam ha sconfitto nuovamente Damien Sandow. Nella puntata di Raw del 14 aprile Van Dam ha sconfitto Alberto Del Rio nei quarti di finale di un torneo valevole per la nomina lo sfidante all'Intercontinental Championship di Big E. Nella puntata di Raw del 21 aprile Van Dam ha sconfitto Cesaro nelle semifinali del torneo. Nella puntata di Raw del 28 aprile Van Dam è stato sconfitto da Bad News Barrett nella finale del torneo. Nella puntata di SmackDown del 2 maggio Van Dam ha sconfitto Jack Swagger. Il 4 maggio, ad Extreme Rules, Van Dam ha partecipato ad un Triple Threat Elimination match che comprendeva anche Cesaro e Jack Swagger ma l'incontro è stato vinto da Cesaro. Nella puntata di Raw del 5 maggio Van Dam ha sconfitto Cesaro per squalifica. Nella puntata di Raw del 12 maggio Van Dam ha sconfitto Jack Swagger. Nella puntata di Raw del 19 maggio Van Dam ha sconfitto Alberto Del Rio in un Beat the Clock Challenge, stabilendo il miglior tempo di vittoria generale, diventando così lo sfidante all'Intercontinental Championship di Bad News Barrett. Nella puntata di Raw del 26 maggio Van Dam è stato sconfitto da Cesaro. Il 1º giugno, a Payback, Van Dam ha affrontato Bad News Barrett per l'Intercontinental Championship ma è stato sconfitto. Nella puntata di SmackDown del 6 giugno Van Dam ha partecipato ad un Triple Threat match per l'Intercontinental Championship che comprendeva anche Cesaro e il campione Bad News Barrett ma l'incontro è stato vinto da quest'ultimo. Nella puntata di Raw del 9 giugno Van Dam è stato sconfitto da Cesaro. Nella puntata di Raw del 16 giugno Van Dam ha partecipato ad un Battle Royal match con in palio la qualificazione al Ladder match di Money in the Bank per il vacante WWE World Heavyweight Championship ma l'incontro è stato vinto da Roman Reigns. Nella puntata di Raw del 23 giugno Van Dam è stato sconfitto da Seth Rollins per squalifica a causa dell'intervento di Dean Ambrose. Il 29 giugno, a Money in the Bank, Van Dam ha partecipato all'omonimo match che comprendeva anche Dean Ambrose, Seth Rollins, Dolph Ziggler, Jack Swagger e Kofi Kingston ma l'incontro è stato vinto da Rollins. Nella puntata di Raw del 30 giugno Van Dam è stato sconfitto dal Mr. Money in the Bank Seth Rollins. Nella puntata di Raw del 7 luglio Van Dam è stato sconfitto da Rusev. Nella puntata di Raw del 14 luglio Van Dam è stato sconfitto da Alberto Del Rio. Nella puntata di Raw dell'11 agosto Van Dam è stato sconfitto da Seth Rollins. Il 17 agosto, nel Kick-off di SummerSlam, Van Dam ha sconfitto Cesaro. Nella puntata di SmackDown del 22 agosto Van Dam ha sconfitto Randy Orton per squalifica. Nella puntata di Raw del 25 agosto Van Dam ha affrontato Cesaro per determinare lo sfidante allo United States Championship di Sheamus ma è stato sconfitto. Nella puntata di SmackDown del 29 agosto Van Dam è stato sconfitto da Seth Rollins. Dopodiché Van Dam ha chiesto e ottenuto dalla WWE di poter osservare un periodo di pausa.
Torna nella puntata di Raw dedicata agli Slammy Awards per presentare la categoria "del momento estremo dell'anno".

### Ritorno nel circuito indipendente (2015–2019)
Nel 2015 RVD è apparso in vari circuiti indipendenti, inclusa un'apparizione nella House of Hardcore, la federazione aperta dall'ex ECW Original Tommy Dreamer. Il 7 giugno 2015 Van Dam ha affrontato e sconfitto Scott Steiner durante un evento live di Legends of Wrestling.

### WWE Hall of Fame (2021)
Il 29 marzo 2021, fu annunciato il suo inserimento nella WWE Hall of Fame, la sera prima di WrestleMania 37.

## Personaggio

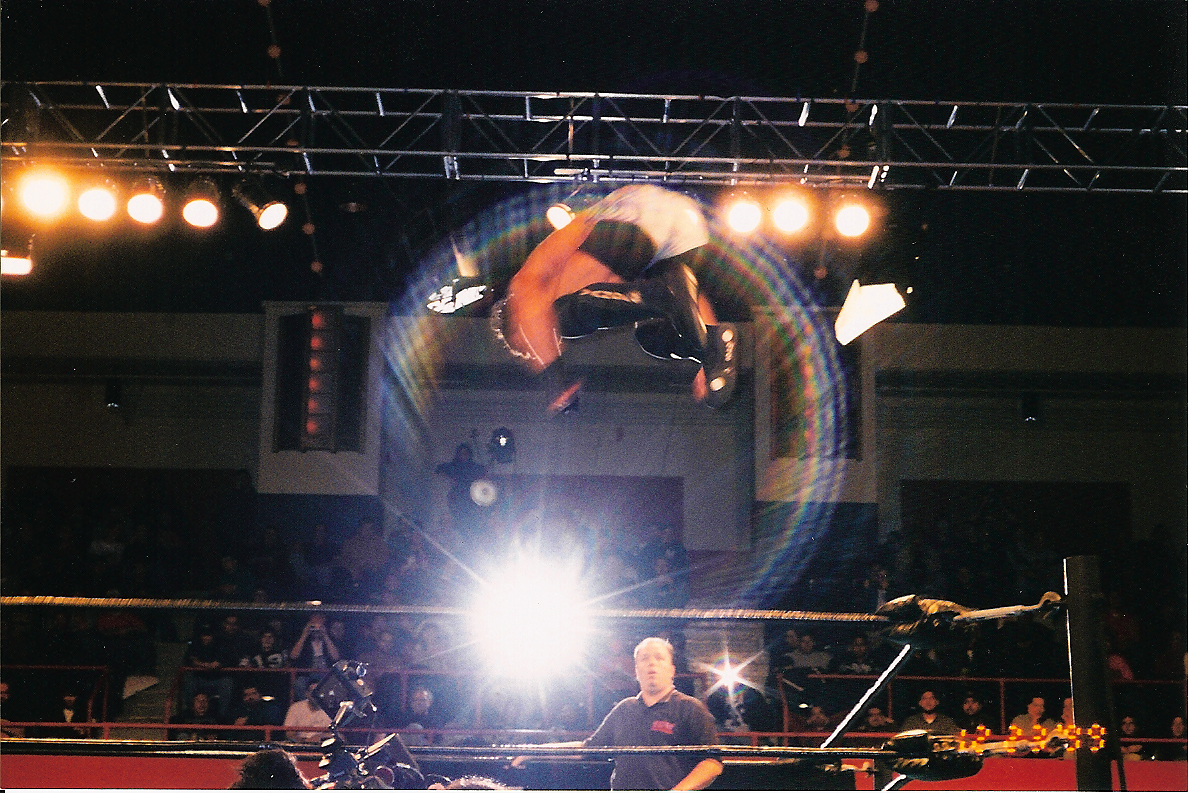
RVD esegue la Five-Star Frog Splash

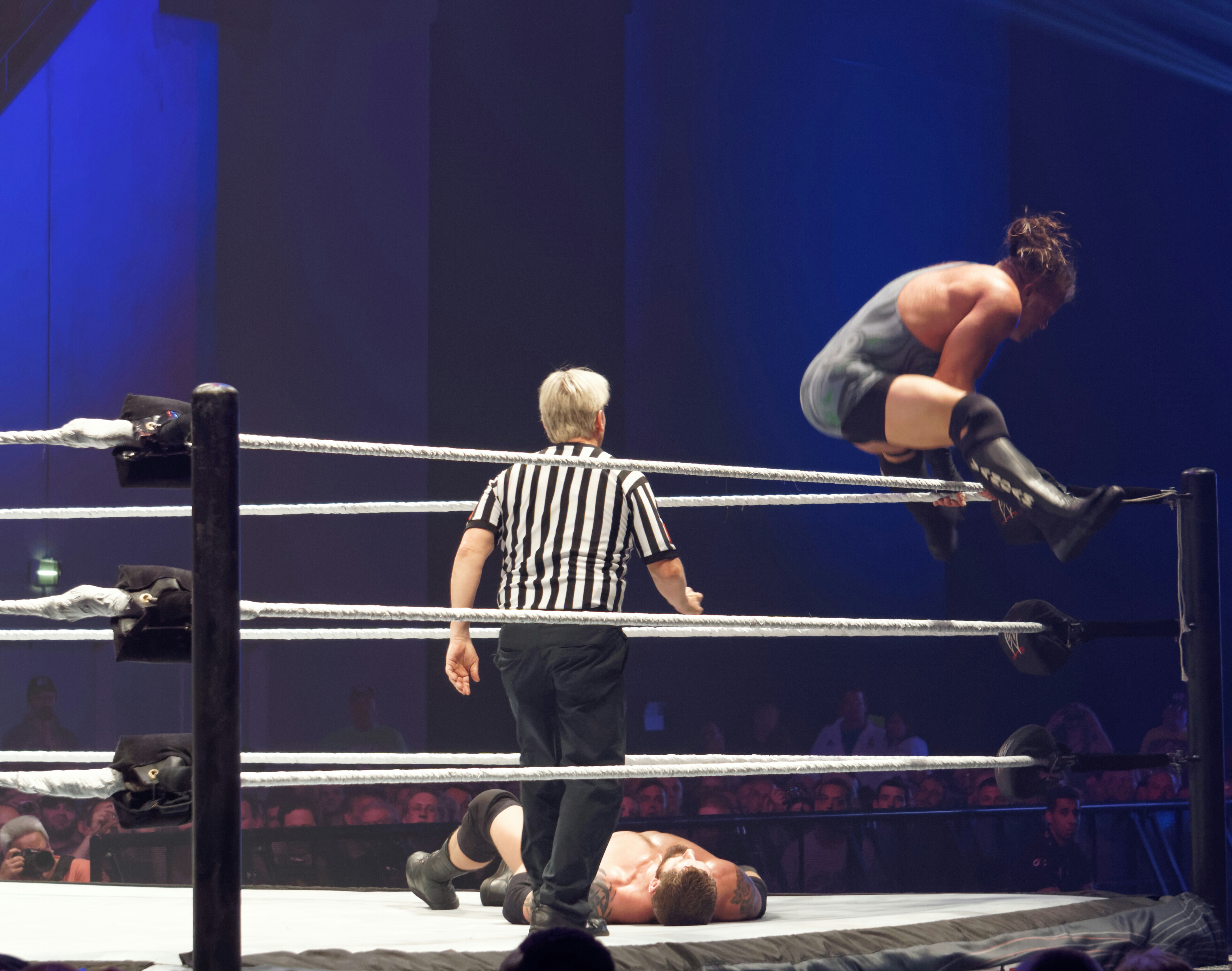
RVD effettua il Split-legged Moonsault su Bad News Barrett

### Mosse finali
- Coup de Grâce (Split-legged moonsault) – 1992–1996
- Five Star Frog Splash (Elevated Frog Splash)[2]
- Van Daminator (Spinning Heel Kick) a volte con l'avversario con una sedia sulla testa[2]
- Van Terminator (Coast to Coast Dropkick) a volte con l'avversario con una sedia sulla testa[2]

### Manager
- Bill Alfonso[35]
- Ricardo Rodriguez[35]

### Soprannomi
- "The Battle Creek Barbarian"
- "Mr. Monday Night"[1]
- "Mr. Money in the Bank"
- "Mr. Pay-Per-View"[1]
- "Mr. Thursday Night"[1]
- "The Whole Show"[1]
- "The Whole F'N Show"[1]

## Titoli e riconoscimenti
- All Action Wrestling
  - Perth Classic Tournament (2017)
- All Star Wrestling

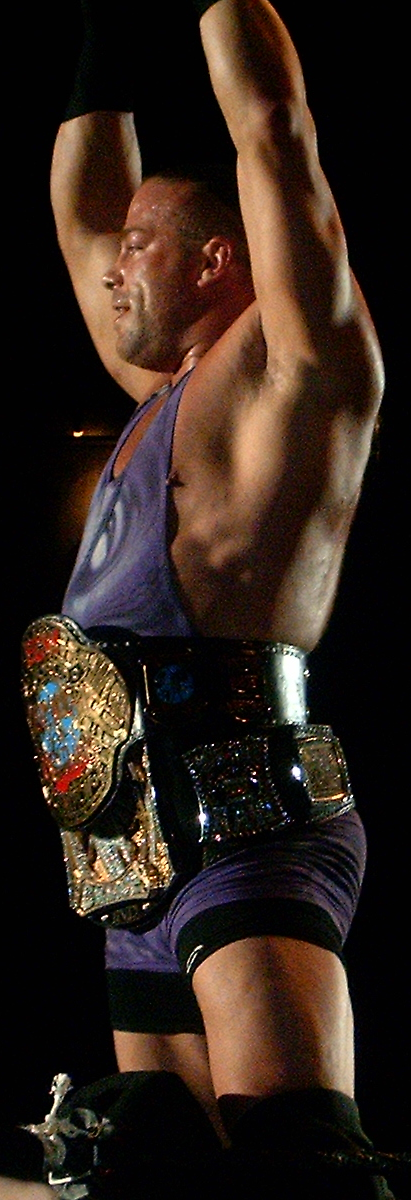
Van Dam con il WWE Championship (sotto) e l'ECW World Heavyweight Championship (sopra), titoli che ha detenuto entrambi una volta

  - ASW North American Heavyweight Championship (1)[36]
- American Wrestling Rampage
  - AWR World Heavyweight Championship (1)
  - AWR No Limits Championship (1)
- Battle Championship Wrestling
  - BCW Heavyweight Championship (1)
- Extreme Championship Wrestling
  - ECW World Tag Team Championship (2) – con Sabu
  - ECW World Television Championship (1)
- International Wrestling Federation
  - IWF Television Championship (1)
- National Wrestling Council
  - NWC Tag Team Championship (1) – con Bobby Bradley
- No Limits Wrestling
  - NLW Heavyweight Championship (1)
- Over The Top Wrestling
  - OTT No Limits Championship (1)
- Pacific Coast Wrestling
  - PCW Heavyweight Championship (1)
- Peach State Wrestling
  - PSW Cordele City Heavyweight Championship (1)[36]
- Pro Wrestling Illustrated
  - Comeback of the Year (2001, 2010)
  - Most Popular Wrestler of the Year (2001, 2002)
  - 1º tra i 500 migliori wrestler singoli nella PWI 500 (2002)
- South Atlantic Pro Wrestling
  - SAPW Tag Team Championship (1) – con Chaz Rocco
- Total Nonstop Action Wrestling
  - TNA World Heavyweight Championship (1)
  - TNA X Division Championship (1)
- World Stars of Wrestling
  - WSW World Championship (1)
- World Wrestling Federation/Entertainment
  - WWE Intercontinental Championship (6)[37]
  - WWF Hardcore Championship (4)[38]
  - ECW World Heavyweight Championship (1)
  - World Tag Team Championship (2) – con Booker T (1) e Kane (1)
  - WWE Championship (1)
  - WWE European Championship (1)
  - WWE Tag Team Championship (1) – con Rey Mysterio
  - Money in the Bank (WrestleMania 22)
  - WWE Hall of Fame (classe del 2021)[3]
  - Triple Crown Champion
  - Grand Slam Champion